# 岩元達弘
岩元達弘（いわもと たつひろ）は日本の財務官僚。大臣官房総合政策課長、防衛省大臣官房審議官（普天間飛行場代替施設建設担当）、近畿財務局長。（株）日本政策金融公庫専務。

## 来歴
鹿児島県鹿児島市出身。慶應義塾高等部、慶應義塾大学経済学部経済学科卒業。1991年 大蔵省入省（大臣官房文書課）。1994年7月 主税局総務課調査主任。1995年7月 主税局総務課総務第一係長。2002年7月 財務省主計局主計企画官補佐（調整係主査）。地方向け補助金の取りまとめ等を行う。2003年7月 主計局主計官補佐（厚生労働第六・七係主査）。雇用対策関係予算を担当。2005年7月20日から2007年7月1日まで富山県で勤務。2012年12月26日から甘利明、石原伸晃と、2代の経済再生・経済財政担当大臣の下で秘書官を務める。2016年6月22日 主計局主計官（農林水産担当）。2017年7月10日 防衛省大臣官房会計課長。2019年7月5日 大臣官房総合政策課長。2020年8月5日 防衛省大臣官房審議官（普天間飛行場代替施設建設担当）。2022年6月24日 近畿財務局長。2023年6月20日 （株）日本政策金融公庫代表取締役専務取締役。

## 略歴
- 1991年4月：大蔵省入省（大臣官房文書課）[2]。
- 1994年7月：主税局総務課調査主任[3]。
- 1995年7月：主税局総務課総務第一係長。
- 1999年7月：理財局資金第一課長補佐（法規）[5]。
- 2002年7月：財務省主計局主計企画官補佐（調整係主査）。
- 2003年7月：主計局主計官補佐（厚生労働第六・七係主査）。
- 2004年7月：主計局主計官補佐（防衛係主査）。
- 2005年7月20日：富山県生活環境部次長 兼 知事政策室次長。
- 2006年4月1日：富山県生活環境文化部長。
- 2007年7月1日：理財局財政投融資総括課長補佐。
- 2008年7月：理財局総務課長補佐（総括・文書）[6]。
- 2009年7月：日本貿易振興機構コペンハーゲン事務所長。
- 2012年7月14日：大臣官房企画官 兼 主計局厚生労働総括、第一〜七係。
- 2012年12月26日：甘利明国務大臣（経済再生担当） 兼 内閣府特命担当大臣（経済財政政策）秘書官（事務担当）。
- 2016年1月28日：石原伸晃国務大臣（経済再生担当） 兼 内閣府特命担当大臣（経済財政政策）秘書官（事務担当）。
- 2016年6月22日：主計局主計官（農林水産担当）。
- 2017年7月10日：防衛省大臣官房会計課長。
- 2019年7月5日：大臣官房総合政策課長。
- 2020年7月22日：大臣官房付。
- 2020年8月5日：防衛省大臣官房審議官（普天間飛行場代替施設建設担当）。
- 2022年6月24日：近畿財務局長。
- 2023年6月20日：（株）日本政策金融公庫代表取締役専務取締役。